# Maurus Kalkum

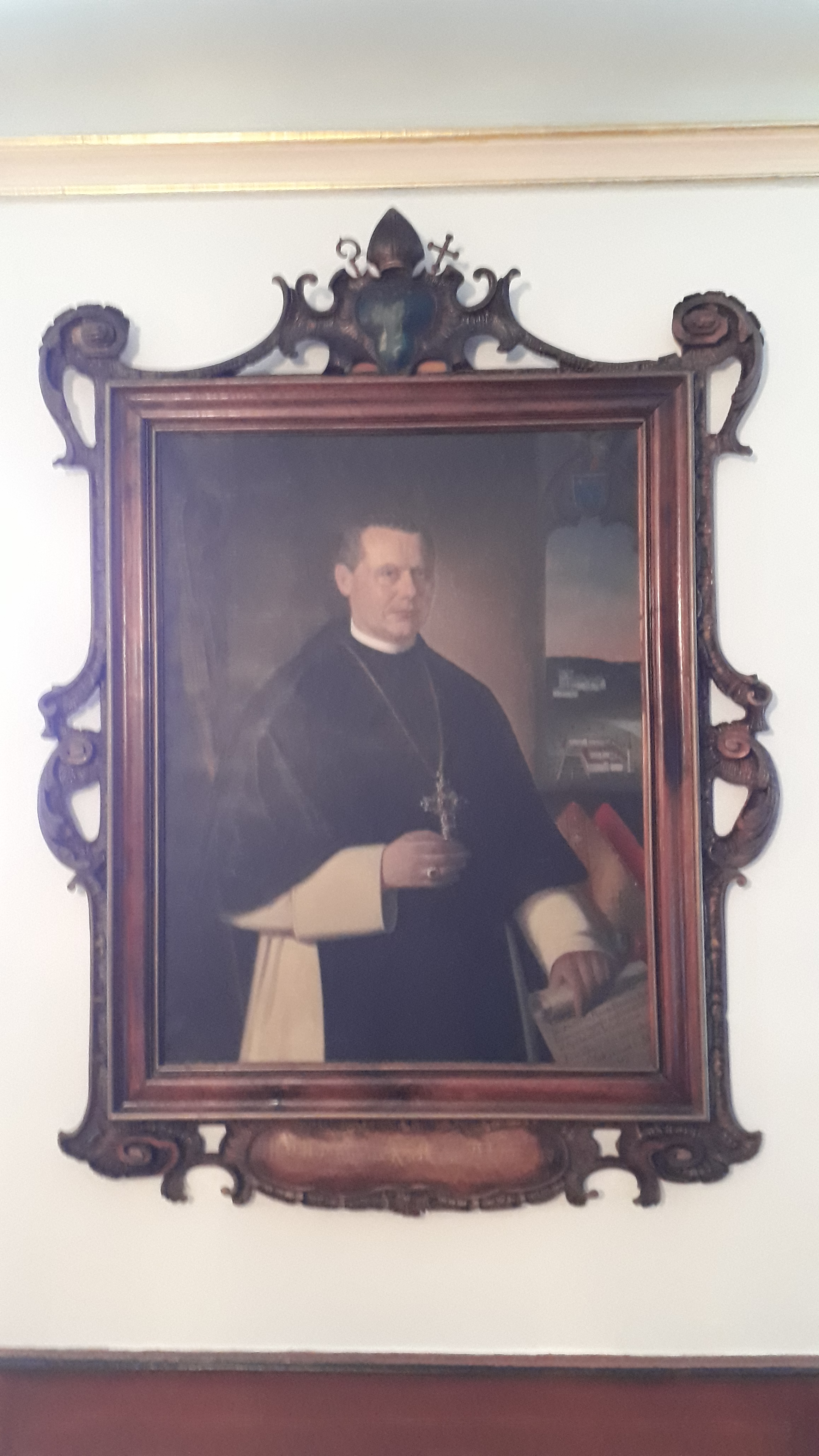
Abt Maurus Kalkum

Maurus Kalkum SOCist (* 29. April 1836 in Koblenz; † 22. Januar 1893 in Bregenz) war Zisterzienser und Abt der Gefreiten Abtei Wettingen-Mehrerau.

## Leben
Kalkum studierte nach der Matura am Stiftsgymnasium Einsiedeln am Priesterseminar in Chur und wurde dort 1860 zum Priester geweiht. 1861 trat er in die Zisterzienser-Abtei Wettingen-Mehrerau in Bregenz ein, wurde dort Präfekt (Schulleiter) des Collegium Bernardi, Novizenmeister und Prior. 1878 zum Abt gewählt und 1879 präkonisiert, ließ er die Kloster- und Schulgebäude vergrößern und die Klosterkirche umgestalten, außerdem neue Wirtschaftsbetriebe und Werkstätten einrichten. Das bedeutendste Ereignis seiner Amtszeit war die Wiederbesiedlung der Abtei Marienstatt im Westerwald, die 1888 unter der Leitung des späteren Limburger Bischofs Dominikus Willi vorgenommen wurde. 1891 wurde Kalkum Generalvikar der gleichzeitig wiederbelebten Schweizerisch-deutschen Zisterzienserkongregation (heute Mehrerauer Kongregation) gewählt. Er starb 1893 an einer Lungenentzündung und wurde in der Krypta unter der Abteikirche beigesetzt. Einige seiner Predigten erschienen im Druck.